# Малькова, Лилиана Юрьевна
Лилиа́на Ю́рьевна Малько́ва (род. 25 ноября 1958, Новосибирск) — советский и российский критик, историк документального кино и педагог. Кандидат искусствоведения (1986). Доктор искусствоведения (2001).

## Биография
Лилиана Малькова окончила журналистский факультет журналистики Московского государственного университета (1981). По окончании университета работала сотрудником Научно-исследовательского института киноискусства, в 1989 году — старшим сотрудником сектора неигрового кино. В 1986 году защитила диссертацию «Становление и развитие социально-эстетических связей советской экранной и литературной публицистики. На материале 20-30-х гг.» на соискание учёной степени кандидата искусствоведения.
Публиковала свои статьи по теории и истории документального кино в журналах «Искусство кино», «Советский экран», «Советский фильм», а также в газете «Советская культура». Как отмечает Людмила Джулай в «Новейшей истории отечественного кино», Лилиана Малькова в киноведении «отдаёт предпочтение малоизученным проблемам истории двадцатых-тридцатых годов, а также теоретическому осмыслению перестроечных и постперестроечных процессов в документальном кино»:
Самостоятельная и кропотливая работа в архивах, помноженная на независимость научного подхода к интересующей её проблематике, привела Л. М. [Лилиану Малькову] в область множественных и разнообразных пересечений и связей кинодокументализма с философией, наукой, политикой, религией. <…> Киноведческий метод Л. М. сколь прост, столь и суров по отношению к автору кинопроизведения: важно не то, что ему, автору, хотелось сказать, а то, что им сказалось и осталось на плёнке.Людмила Джулай
В 2001 году Малькова защитила диссертацию «Современность как история. Реализация мифа в отечественной кинодокументалистике» и получила учёную степень доктора искусствоведения. С 2011 года работает профессором кафедры телевидения и радиовещания факультета журналистики Московского государственного университета.

## Избранная библиография

### Книги
- Джулай Л. Н., Малькова, Л. Ю. Неигровое кино между съездами. 1986—1990. — М. : Союз кинематографистов СССР, 1990. — 100 с.
- Малькова Л. Ю. Современность как история. Реализация мифа в документальном кино : (1-е издание). — М. : Материк, 2001.
- Малькова Л. Ю. Современность как история. Реализация мифа в документальном кино. — М. : Материк, 2002. — 187 с. — ISBN 5-85646-076-6.
- Малькова Л. Ю. Современность как история. Реализация мифа в документальном кино : (2-е издание дополненное и переработанное). — М. : Материк, 2006. — 224 с. — ISBN 5-85646-166-5.
- Ермолаева О. Я., Лобашов Р. А., Малькова Л. Ю., Маркин В. В., Тихонова О. В., Уразова С. Л., Шариков А. В. Социокультурная роль российского ТВ в национальном информационном пространстве. — М. : ИП Головко Сергей Бориэльевич, 2014. — 280 с. — ISBN 978-5-906310-09-5.
- Малькова Л. Ю. Рабочая тетрадь по предмету «История кино и телевидения» для иностранных студентов I курса магистратуры. — М. : Факультет журналистики МГУ, 2019. — 50 с.
- Смирнова О. В., Вартанова Е. Л., Фролова Т. И., Черевко Т. С., Стебловская С. Б., Яковлева Т. В., Дмитриева О. А., Кажберова В. В., Белините А. В., Кульчицкая Д. Ю., Черешнева Ю. Е., Кадочникова С. А., Малькова Л. Ю., Болотова Е. А., Перипечина Г. В., Айсакова Е. А., Алексанян Ж. С., Агафонова М., Хорошилова Ж., Сидорова С. Ю., Князева М. Л. Преподавание профессиональных дисциплин по направлению «Журналистика» иностранным студентам. Методическое пособие для преподавателей. — М. : Факультет журналистики МГУ, 2022. — 206 с.
- Баландин Ф. В., Болотова Е. А., Вартанова Е. Л., Даутова Р. В., Долгова Ю. И., Круглова Л. А., Малькова Л. Ю., Мишенков С. Л., Тихонова О. В., Перипечина Г. В., Сырков Г. В., Чобанян К. В., Щепилова Г. Г. Радио в ракурсе исследований журналистики и медиа. К 90-летию Л.Д. Болотовой. — М. : Аспект Пресс, 2024. — 150 с. — 500 экз. — ISBN 978-5-7567-1349-7.
- Долгова Ю. И., Круглова Л. А., Малькова Л. Ю., Меджидов Т. Р., Перипечина Г. В., Щепилова Г. Г. Экранный медиатекст в современной цифровой среде. — М. : Русайнс, 2025. — 192 с. — 500 экз. — ISBN 978-5-466-08703-1.

### Статьи
Новейшая история отечественного кино. 1986—2000
- Малькова Л. Ю. Иванкин Александр // Новейшая история отечественного кино. 1986—2000. Кинословарь. Т. 1. А—И / Редкол.: Л. Ю. Аркус и др. — СПб. : СЕАНС, 2001. — С. 451—452. — 504 с. — ISBN 5-901586-01-8.
- Малькова Л. Ю. Кустов Борис // Новейшая история отечественного кино. 1986—2000. Кинословарь. Т. 2. К—П / Редкол.: Л. Ю. Аркус и др. — СПб. : СЕАНС, 2001. — С. 106—107. — 536 с. — ISBN 5-901586-02-6.
- Малькова Л. Ю. Рошаль Лев // Новейшая история отечественного кино. 1986—2000. Кинословарь. Т. 3. Р—Я / Редкол.: Л. Ю. Аркус и др. — СПб. : СЕАНС, 2001. — С. 32—33. — 624 с. — ISBN 5-901586-03-4.
- Малькова Л. Ю. Семенюк Виктор // Новейшая история отечественного кино. 1986—2000. Кинословарь. Т. 3. Р—Я / Редкол.: Л. Ю. Аркус и др. — СПб. : СЕАНС, 2001. — С. 88—89. — 624 с. — ISBN 5-901586-03-4.
- Малькова Л. Ю. Скабард Татьяна // Новейшая история отечественного кино. 1986—2000. Кинословарь. Т. 3. Р—Я / Редкол.: Л. Ю. Аркус и др. — СПб. : СЕАНС, 2001. — С. 96—97. — 624 с. — ISBN 5-901586-03-4.
- Малькова Л. Ю. Соосаар Марк-Тоомас // Новейшая история отечественного кино. 1986—2000. Кинословарь. Т. 3. Р—Я / Редкол.: Л. Ю. Аркус и др. — СПб. : СЕАНС, 2001. — С. 126—127. — 624 с. — ISBN 5-901586-03-4.
- Малькова Л. Ю. Эйснер Владимир // Новейшая история отечественного кино. 1986—2000. Кинословарь. Т. 3. Р—Я / Редкол.: Л. Ю. Аркус и др. — СПб. : СЕАНС, 2001. — С. 428—429. — 624 с. — ISBN 5-901586-03-4.
- Малькова Л. Ю. Ярмошенко Владимир // Новейшая история отечественного кино. 1986—2000. Кинословарь. Т. 3. Р—Я / Редкол.: Л. Ю. Аркус и др. — СПб. : СЕАНС, 2001. — С. 454—455. — 624 с. — ISBN 5-901586-03-4.

Журналы
- Малькова Л. «Жизнь без…» по Марку Соосаару // Искусство кино. — 1991. — № 3 (март).
- Малькова Л. Правда и неправда документального кино // Искусство кино. — 1991. — № 7 (июль).
- Малькова Л. Сказки, открытки и анекдоты документалиста Татьяны Юриной // Искусство кино. — 1992. — № 3 (март).
- Малькова Л. Предчувствие последних времён // Искусство кино. — 1993. — № 2 (февраль).
- Малькова Л. Синдром конца тысячелетия // Искусство кино. — 1994. — № 11 (ноябрь).
- Малькова Л. Ветров, Ленин и мы // Искусство кино. — 1996. — № 4 (апрель).
- Малькова Л. Между Вертовым и Путиным // Искусство кино. — 2001. — № 5 (май).
- Малькова Л. ТВ: игры с документальной формой // Медиаскоп. — 2012. — № 3.
- Малькова Л. Пропаганда: единство полемической формы и документальной образности российского ТВ // Вестник ВГИК. — 2015. — № 2 (24) (июнь). — С. 126—140.
- Малькова Л. Кинопериодика: возможна ли реанимация? // Вестник ВГИК. — 2016. — № 4 (30) (декабрь). — С. 8—17.
- Малькова Л. Информационные запросы общества и экспрессивность аудиовизуальных медиа // Вестник ВГИК. — 2017. — № 4 (34) (декабрь). — С. 134—143.
- Малькова Л. Девальвация документальности: фильм и ток-шоу в общественно-политическом телевещании // Вестник Московского университета. Серия 10. Журналистика. — 2019. — № 2. — С. 52—72.
- Малькова Л., Острижная П. Историческая личность в британском фильме-биографии: средства репрезентации // Меди@льманах. — 2022. — № 4. — С. 96—105.